# SN 1964J
SN 1964J – supernowa odkryta 11 października 1964 roku w galaktyce MCG -02-02-64. W momencie odkrycia miała maksymalną jasność 17,00m.